# 默爾文 (阿拉巴馬州)
默爾文（英語：Marvyn）是一個位於美國阿拉巴馬州李縣的非建制地區。該地的面積和人口皆未知。

## 地理
默爾文的座標為32°26′21″N 85°21′51″W / 32.43917°N 85.36417°W，而該地的平均海拔高度為152米（即499英尺）。